# Фрасин (Броштени)
Фрасин (рум. Frasin) насеље је у Румунији у округу Сучава у општини Броштени. Oпштина се налази на надморској висини од 601 m.

## Становништво
Према подацима из 2011. године у насељу је живело 427 становника.